# Цумікон
Цумікон (нім. Zumikon) — громада  в Швейцарії в кантоні Цюрих, округ Майлен.

## Географія
Громада розташована на відстані близько 100 км на північний схід від Берна, 8 км на південний схід від Цюриха.
Цумікон має площу 5,5 км², з яких на 43,7% дозволяється будівництво (житлове та будівництво доріг), 28,5% використовуються в сільськогосподарських цілях, 27,4% зайнято лісами, 0,4% не є продуктивними (річки, льодовики або гори).

## Демографія
2019 року в громаді мешкало 5486 осіб (+7,7% порівняно з 2010 роком), іноземців було 24,8%. Густота населення становила 1001 осіб/км².
За віковим діапазоном населення розподілялося таким чином: 21,7% — особи молодші 20 років, 53,7% — особи у віці 20—64 років, 24,6% — особи у віці 65 років та старші. Було 2389 помешкань (у середньому 2,3 особи в помешканні).